# Sarah Mattner-Trembleau
Sarah Mattner-Trembleau (* 11. Mai 2003 in Wien) ist eine deutsche Fußballspielerin. Sie ist seit dem 11. Januar 2023 Vertragsspielerin des SKN St. Pölten.

## Karriere

### Vereine
Mattner-Trembleau begann im Alter von acht Jahren in der Jugendabteilung des First Vienna FC mit dem Fußballspielen und gehörte dieser bis zum Saisonende 2017/18 an. Noch als B-Jugendspielerin kam sie am 29. September 2017 (5. Spieltag) zu ihrem Seniorinnendebüt, als sie für die erste Mannschaft in der Wiener Landesliga, der dritthöchsten Spielklasse im österreichischen Frauenfußball, beim 3:2-Sieg im Auswärtsspiel gegen den Wiener Sport-Club eingesetzt wurde. Ihr erstes von sechs Toren gelang ihr am 22. April 2018 (16. Spieltag) beim 5:0-Sieg im Heimspiel gegen den Wiener Sport-Club mit dem Treffer zum 3:0 in der 48. Minute. Bis zum 17. Mai 2018 (22. Spieltag) bestritt sie sechs weitere Punkt- sowie jeweils zwei Pokal- und Relegationsspiele für die 2. Liga Ost/Süd am 9. und 16. Juni 2018 gegen den SV Langenrohr. Bis zum 29. Oktober 2022 (8. Spieltag), ihrem letzten Punktspiel für den Verein, bestritt sie weitere 63 Punktspiele, denen sie 51 Tore beisteuerte.
Mit dem Wintertransfer zum Ligakonkurrenten SKN St. Pölten am Ende der Hinrundensaison, gab sie für diesen ihr Pflichtspieldebüt am 10. März 2023 beim 1:0-Sieg über den FK Austria Wien im ÖFB-Cup-Viertelfinale. In der Bundesliga kam sie am 17. März 2023 (10. Spieltag) beim 16:0-Sieg im Heimspiel gegen den SKV Altenmarkt das erste Mal zum Einsatz, in dem sie gleich vier Tore erzielte. Am Saisonende gewann sie mit der Mannschaft das Double, das am Ende der Folgesaison wiederholt werden konnte. Auf internationaler Ebene kam sie in allen sechs Spielen der Gruppe B im Wettbewerb der Champions-League zum Einsatz. Im letzten Gruppenspiel am 31. Januar 2024 bei der 1:2-Niederlage im Auswärtsspiel gegen SK Brann Bergen gelang ihr das einzige Tor für ihre Mannschaft mit dem Treffer zur 1:0-Führung in der siebten Minute.

### Auswahl- / Nationalmannschaft
Mattner-Trembleau kam als Spielerin der DFB U16-Auswahlmannschaft im Turnier um den DFB-Länderpokal an der Sportschule Wedau in Duisburg vom 30. September bis zum 3. Oktober 2018 in vier Spielen zum Einsatz.
Mit der U16-Nationalmannschaft nahm sie vom 2. bis zum 8. Juli 2019 am Turnier um den Nordic-Cup teil und bestritt alle vier Spiele einschließlich des Finales, dass mit 4:1 gegen die U16-Nationalmannschaft Englands mit dem Titel erfolgreich abgeschlossen wurde. Gleich im ersten Spiel, beim 3:3-Unentschieden gegen die U16-Nationalmannschaft Islands, erzielte sie mit dem Führungstreffer zum 1:0 in der siebten Minute ihr erstes Länderspieltor.
Für die U17-Nationalmannschaft debütierte sie am 11. September 2019 in Varberg beim 4:0-Sieg über die U17-Nationalmannschaft Spaniens im ersten Spiel des in Schweden ausgetragenen Vier-Nationen-Turniers. Im zweiten Spiel, drei Tage später gegen die U17-Nationalmannschaft Schwedens, erzielte sie beim 4:1-Sieg in Halmstad mit dem 1:0-Führungstreffer in der 23. Minute ihr erstes Tor.
Für die U19-Nationalmannschaft debütierte sie am 21. Juni 2022 in Clairefontaine-en-Yvelines beim 4:1-Sieg im Freundschaftsspiel gegen die U19-Nationalmannschaft Frankreichs, in dem ihr der Treffer zum Endstand in der 48. Minute gelang. Mit ihrer Mannschaft nahm sie an der Europameisterschaft 2022 teil und wurde in allen drei Spielen der Gruppe B eingesetzt, in der ihr im zweiten, ein Tor, im dritten, zwei Tore gelangen.
Mit der U20-Nationalmannschaft nahm sie im selben Jahr an der Weltmeisterschaft in Costa Rica teil und bestritt alle drei Spiele der Gruppe B.

## Erfolge
Nationalmannschaft
- Finalist Vier-Nationen-Turnier 2019
- U16-Nordic-Cup-Sieger 2019

SKN St. Pölten
- Österreichischer Meister 2023, 2024
- ÖFB-Cup-Sieger 2023, 2024

First Vienna FC
- Meister 2. Liga 2021 und Aufstieg in die Bundesliga
- Aufstieg in die 2. Liga Ost/Süd (über die Relegation)

## Auszeichnung
- Preisträgerin Fritz-Walter-Medaille 2022 (in Bronze)[11]